# Balquhidder (Civil Parish)

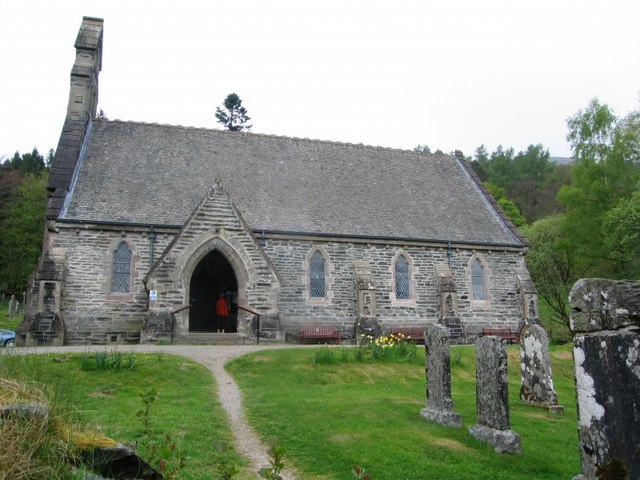
Die Pfarrkirche von Balquhidder

Balquhidder ist eine historische Verwaltungseinheit (Civil Parish) im Norden von Schottland. Vom Typ her handelt es sich um eine Gemeinde. Sie lag nordwestlich von Stirling in der heutigen gleichnamigen Region. In Bezug auf die traditionellen Grafschaften zählte Balquhidder zu Perthshire. Vier weitere Civil Parishes liegen angrenzend: Arrochar, Callander, Comrie und Killin .
Das Gebiet des Civil Parishes liegt in einer gebirgigen Gegend und hat die Form eines langgestreckten Dreiecks. Den zentralen Bereich bildet ein Tal, in dem die Seen Loch Doine und Loch Voil sowie der obere Teil des Loch Lubnaigs liegen. Hinzu kommt der Fluss Balvag.
Wichtigste Ortschaft ist das namensgebende Balquhidder, zu den weiteren zählen Auchtubh, Ballimore, Balquhidder Station, Craigruie, Crianlarich, Edinample, Inverlochlarig, Killin, Kingshouse, Monachylemore, Strathyre und Tulloch. 
Aus dem Civil Parish ging Ende des 20. Jahrhunderts die Community Council Area Balquhidder, Lochearnhead and Strathyre hervor.